# برنهارد شميت
برنهارد شميت (بالألمانية: Bernhard Schmidt)‏ هو أستاذ جامعي ألماني، ولد في 20 مايو 1906 في ماغديبورغ في ألمانيا، وتوفي في 23 سبتمبر 2003.